# Márcio Fortes de Almeida
Marcio Fortes de Almeida GCRB • GCMD • GOMM (Rio de Janeiro, 9 de agosto de 1941) é um advogado e diplomata brasileiro. Foi ministro das Cidades durante o governo Lula e secretário-executivo do Ministério do Desenvolvimento.

## Biografia
Em 1959, foi agraciado com o “Pantheon Literário” do Colégio Militar do Rio de Janeiro (CMRJ) por ter cursado todas as séries da instituição, do 1º ao 2º graus foi classificado em 1º lugar pelo desempenho intelectual. É bacharel em Ciências Jurídicas e Sociais e doutor em Direito Público pela Faculdade Nacional de Direito da Universidade do Brasil (atual UFRJ). É diplomata formado pelo Instituto Rio Branco.

## Cargos públicos
Foi secretário-executivo do Ministério das Minas e Energia (MME) na gestão do ministro Pratini de Moraes no governo Collor. Assumiu a interinamente a pasta no governo Itamar Franco e presidiu o conselho de administração de várias estatais do setor como Light (1992), Furnas (1992), Eletrosul (1992) e Companhia Siderúrgica Nacional (CSN, 1992). Também foi membro do conselho de administração da Itaipu Binacional (1992/1993) e da Eletrobrás.
Assumiu a secretaria-executiva do Ministério da Agricultura e Abastecimento (atual MAPA) durante o governo Fernando Henrique Cardoso e presidiu os conselhos de administração da Empresa Brasileira de Pesquisa Agropecuária (Embrapa) e da Companhia Nacional de Abastecimento (Conab).
No governo Lula, assumiu a partir de 2003 a secretaria-executiva do Ministério do Desenvolvimento, Indústria e Comércio Exterior comandado pelo ministro Luiz Fernando Furlan.
Em 21 de julho de 2005 assumiu, depois da saída do ministro Olívio Dutra, o Ministério das Cidades como um técnico indicado pelo Partido Progressista (PP).
Em 6 de julho de 2011 foi nomeado presidente da Autoridade Pública Olímpica (APO) pela presidente Dilma Rousseff, após seu nome ter sido aprovado no Senado Federal. A APO foi um consórcio que coordenou a participação da União, do Estado do Rio de Janeiro e do Município do Rio de Janeiro na preparação de infraestrutura e serviços para a realização dos Jogos Olímpicos de Verão de 2016, assegurando o cumprimento das obrigações assumidas perante o Comitê Olímpico Internacional (COI). Renunciou ao cargo de presidente em agosto de 2013.

## Homenagens
Entre 2004 e 2006, como secretário-executivo e posteriormente ministro das Cidades, Fortes de Almeida foi condecorado pelo presidente Lula com as honrarias máximas da Ordem de Rio Branco e da Ordem do Mérito da Defesa, a Grã-Cruz suplementar, por méritos como ministro. Na Ordem do Mérito Militar, foi admitido já no grau de Grande-Oficial por Lula.
Em 12 de novembro de 2007 recebeu a Medalha Tiradentes, mais importante honraria do poder legislativo fluminense, na sede do seu time de coração, o Fluminense, no bairro das Laranjeiras. O autor da homenagem foi o presidente da Assembleia Legislativa do Estado do Rio de Janeiro (ALERJ), o deputado Jorge Picciani do PMDB.